# Gascuña
Gascuña (en occitano: Gasconha, pronunciado [ɡasˈkuɲɔ]; en francés: Gascogne, pronunciado /ɡasˈkɔɲ/; en euskera: Gaskoinia) es una región histórica del suroeste de Francia que, durante el Antiguo régimen (período anterior a la Revolución francesa), formó parte de la provincia de Guyena y Gascuña. Los límites de la región han variado mucho a lo largo de la historia, y formó parte sucesivamente de las provincias de Aquitania y Novempopulania, del ducado de Vasconia y del ducado de Aquitania. Se considera que compone una entidad histórica, lingüística y cultural delimitada por el curso del río Garona al este y al norte, la frontera española al sur y el océano Atlántico al oeste, restándole el País Vasco. En la actualidad, la región se encuentra dividida entre las regiones administrativas de Nueva Aquitania y Occitania.

## Geografía

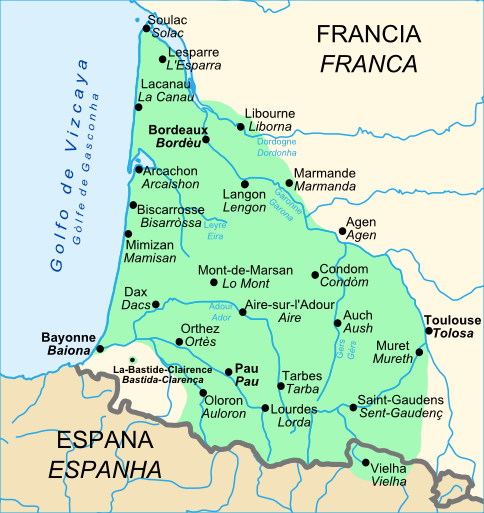
Mapa del área de influencia del gascón.

Gascuña se encuentra ubicada entre el océano Atlántico (golfo de Vizcaya o, para los francófonos, golfo de Gascuña), el Garona y los Pirineos. La gran masa boscosa de las Landas de Gascuña ocupa su flanco oeste y bordea las playas atlánticas. Los ríos principales son el Garona, el Adur y el Gers. En el siglo XVIII cubría los actuales departamentos de Landas, Gers y Altos Pirineos, partes inconexas del de Pirineos Atlánticos, las partes meridional y occidental de los de Gironda, Lot y Garona y Tarn y Garona, y las occidentales de los de Alto Garona y Ariège. Limitaba al norte con Guyena, al este con el Languedoc y el condado de Foix y al sur con el Bearne, País Vasco, Navarra, Aragón y Cataluña.

## Historia
La región, habitada por aquitanos — cercanos a los vascones (de ahí su nombre derivado de Vasconia) — fue conquistada por el Imperio romano, luego por los visigodos y finalmente por los francos.
Gascuña fue un principado en el suroeste de la Galia durante la Alta Edad Media. El nombre de Gascuña hace referencia a este principado (del siglo VII al siglo XII), que experimentó el apogeo unitario de la región. Desapareció como entidad política en 1063, cuando el conde de Gascuña, Bernardo II Tumapaler, tuvo que ceder Gascuña a Aquitania tras su derrota ante el duque de Aquitania, Guillermo VIII, en la batalla de La Castelle. Tras el Tratado de París de 1259, el ducado de Aquitania pasó a llamarse ducado de Guyena, un término que entonces designaba el conjunto de las posesiones continentales del rey de Inglaterra.
Con estas diversas dominaciones, Gascuña surgió como un estado independiente durante un tiempo y, hasta el día de hoy, ha mantenido la reputación de estar habitada por un pueblo testarudo e independiente. A pesar de estas transformaciones, una identidad cultural y lingüística gascona ha perdurado a lo largo de todo el Antiguo Régimen hasta nuestros días.

### Prehistoria
La prehistoria de Gascuña está marcada por una rica presencia de actividad humana desde tiempos remotos, con vestigios que se remontan al Paleolítico y más allá. Los hallazgos realizados en diversas áreas de esta región atestiguan una continuidad histórica que abarca millones de años.
El paleontólogo gersés Édouard Lartet fue uno de los principales responsables de desenterrar las primeras evidencias de vida en Gascuña. A partir de excavaciones en Sansan (Gers) y Saint-Gaudens (Alta Garona), definió especies de primates fósiles del Mioceno y Plioceno, como el Pliopithecus antiquus y el Dryopithecus fontani, así como el Pelagornis, un ave prehistórica del Gelasiense. Estos descubrimientos abrieron una ventana al pasado remoto de la región, cuando los grandes mamíferos y aves dominaban su entorno natural.
Más tarde, durante el Paleolítico superior (Auriñaciense, Gravetiense y Magdaleniense), la presencia humana en Gascuña quedó plasmada en los restos encontrados en cuevas, algunas de ellas decoradas. Se han descubierto evidencias arqueológicas en zonas como Labort (Sare), el país de Orthe (Duruthy) en las Landas, y los Cuatro Valles en los Altos Pirineos, donde las culturas prehistóricas dejaron huella de su paso. El sitio de Auriñac, excavado por Lartet, dio nombre al período auriñaciense, que es clave para entender la evolución del ser humano en esta región.
Uno de los hallazgos más emblemáticos de esta época es la Dama de Brassempouy, una de las representaciones más antiguas del rostro humano. Esta pequeña escultura de marfil, junto a las Venus paleolíticas de Lespugue y Brassempouy, encontradas en sitios cercanos, revelan la importancia del arte y la representación simbólica en las culturas gravetienses.
Durante el Neolítico, la actividad humana en Gascuña se hace aún más evidente con la aparición de monumentos megalíticos, como el megalito de Guillay en Tursan, y rutas de trashumancia como la de la Ténarèze, que conectaba las montañas pirenaicas con el océano Atlántico. Estos elementos muestran una organización y movimiento humanos más estructurados, adaptándose a su entorno y desarrollando formas de vida más sedentarias.
A lo largo de los milenios, la región de Gascuña fue un crisol de culturas y actividades, cuyo legado perdura en los yacimientos y descubrimientos que nos siguen revelando detalles sobre las sociedades prehistóricas que habitaron esta tierra.

### Edad Antigua

#### Aquitania protohistórica
Cuando los romanos conquistaron la Galia Narbonense, se encontraron, más allá de Toulouse, con un pueblo nuevo para ellos. No eran ni ligures ni celtas. Diodoro de Sicilia, quien los menciona por primera vez en el año 60 a. C., los describe como "celtíberos". Se llamaban "aquitanienses", aunque César reconoció que tenían muchas similitudes con los íberos del sur de los Pirineos, y su nombre, como relata Plinio el Viejo, fue dado a la región que habitaban. Los antropólogos y los lingüistas reconocen hoy en día que estos pueblos, distintos de los galos, eran poblaciones protovascas, con afinidades étnicas y lingüísticas con los vascones.
El territorio de Aquitania estaba habitado entonces por unas treinta tribus de importancia desigual: los Consoranni (en Couserans), los Biguerres (en Bigorre), los Ilourais (en Olorón), los Bénéharnais (en Bearne), los Tarbelles (en Dax), los Tarusates, luego llamados Aturenses (en Aire), los Sotiates (en Sos), los Lactorates (en Lectoure), los Elusates (en Eauze), los Ausques (en Auch), los Vasates (en Bazas), los Convènes (en Comminges), los Garumni (en la orilla izquierda de la Gironda), los Vocates (en el sureste de la Gironda), los Boïens (en el País de Buch) y los Cocosates (en el País de Born).

#### César en Aquitania
Espectadores de la conquista de la Galia por los romanos, los aquitanos se convirtieron en protagonistas en el año 56 a. C., cuando Publio Craso fue encargado por César de someter Aquitania. Primero fue el asedio del oppidum de Sos, donde los Sotiates y su líder Adiatuanos fueron derrotados. Craso continuó luego con su campaña, que llevó a cabo con bastante rapidez en el río Adour, a pesar de la ayuda de los cántabros, quienes habían luchado en la guerra sertoriana contra Pompeyo, donde el legado Lucio Valerio Preconio y el procónsul Lucio Manlio habían sido derrotados.
Tras la conquista, aparecieron los Bituriges Vivisques, celtas deportados por Roma al territorio de Burdeos, en la orilla izquierda del Garona, y que vivían, según Estrabón, en el territorio de los aquitanos, sin pagar tributo.
En el año 51 a. C., César se dirigió personalmente a Aquitania con el objetivo de "pacificar" la región, apoyado por dos legiones y tomando rehenes entre los "turbulentos" pueblos aquitanos que Publio Craso no había sometido por completo.

#### La Aquitania de Augusto
Las victorias de César no impidieron que los aquitanos reconstruyeran su unidad y fuerzas, las cuales se enfrentaron de nuevo a Agripa, enviado por Octavio en el 38 a. C. En el 27 a. C., Augusto reorganizó la administración de la Galia, restableciendo la Narbonense y dividiendo el resto de la Galia en tres provincias: Aquitania, que se extendía desde los Pirineos y el océano Atlántico hasta el Loira; la Lugdunense, que incluía Armórica; y la Bélgica. Al mezclar a los aquitanos con pueblos celtas establecidos más allá del Garona y utilizar a los Bituriges Vivisques y Nitiobroges como intermediarios, César debilitó la unidad de los aquitanos y sofocó sus intentos de rebelión. Además, al otorgar el derecho latino a algunos de ellos (como los Auscos y los Convènes) y transformar sus ciudades en colonias romanas (las antiguas Elimberri y Aquae Tarbellicae pasaron a ser Augusta Auscorum y Aquae Augustae, respectivamente), consolidó su política de asimilación.

#### La Novempopulania de Diocleciano
En el siglo III, los pueblos de Aquitania obtuvieron su separación del resto de la Galia aquitana. Una inscripción en una estela en la iglesia de Hasparren muestra que nueve pueblos se separaron de los galos, lo que marcó la creación de la Novempopulania, con capital en Eauze. El resto de Aquitania se dividió en dos partes: Aquitania segunda, con capital en Burdeos, y Aquitania primera, con capital en Bourges.
La Novempopulania pronto contó con doce pueblos, pero mantuvo su nombre original. En el año 297, Diocleciano dividió la Galia en 120 ciudades repartidas en 17 provincias. La Novempopulania comprendía entonces doce ciudades: los Elusates (Eauze), los Aquenses o Tarbelles (Aqs, luego Dax), los Lactorates (Lectoure), los Convènes (Saint-Bertrand-de-Comminges), los Consoranos (Saint-Lizier), los Boïates (La Teste-de-Buch), los Bénéharnais (Lescar), los Atourenses (Aire), los Vasates (Bazas), la civitas Turba (cerca de Tarbes, en territorio de los Biguerres), los Ilouranos (Olorón) y los Auscos (Auch).
Las poblaciones adoptaron muchas cosas de los vencedores romanos, en especial su lengua. Con el tiempo, adoptaron el latín, pero lo deformaron según su lengua de origen, lo que dio lugar al gascón. El latín, que empezó en las ciudades, fue poco a poco extendiéndose a las zonas rurales. Solo las poblaciones de los valles de los Pirineos escaparon a esta "contaminación" y sus descendientes aún hablan la lengua original: el euskera. La administración romana aseguró el orden y la paz en la Novempopulania durante unos dos siglos, pero la decadencia del Imperio Romano llevó al declive de toda la Galia, preparando el terreno para las invasiones bárbaras.

#### Los "bárbaros"
Los vándalos, alanos y suevos, empujados al este por los hunos, cruzaron la frontera del Rin en los últimos días del año 406. Atravesaron la Novempopulania, que abandonaron tras devastarla, en 409 para instalarse en España. Fueron reemplazados por los visigodos.
En 412, el rey visigodo Ataúlfo, sucesor de Alarico I, obtuvo del emperador romano Honorio un asentamiento en territorio galo a cambio de sus servicios. Ataúlfo fue asesinado en Barcelona en septiembre de 415 y fue reemplazado por Walia, quien reinó de 415 a 418. Este último negoció con el emperador Honorio, quien le otorgó Aquitania segunda y algunas ciudades vecinas. El nuevo reino visigodo, cuya capital era Toulouse, comprendía Poitiers, Angulema, Saintes, Périgueux, Burdeos y la Novempopulania.
Parece que los reyes visigodos entendieron que era mejor tratar con cuidado a las poblaciones locales, a quienes llamaban "los romanos". De este modo, la organización visigoda se estableció sin grandes problemas. Sin embargo, los conflictos religiosos dificultaron la convivencia entre los visigodos y los "romanos". Ante los problemas, los obispos de Novempopulania llamaron a Clodoveo, quien acudió en su ayuda. En 507, los francos derrotaron a Alarico II, rey de los visigodos, en la batalla de Vouillé. Los visigodos solo conservaron la Galia narbonense, y la Novempopulania pasó a estar bajo control franco.

### Edad media
Los Francos
El siglo VI fue una larga sucesión de guerras civiles, devastaciones por bandas armadas, rebeliones y bandidaje. Un intento fallido de ponerse bajo la protección de un supuesto rey merovingio, Gondovald, fracasó en 586 después del asedio de Lugdunum Convenarum, la actual comuna de Saint-Bertrand-de-Comminges, en la Alta Garona. En el siglo VII, la dominación franca, bajo la presión de fenómenos sociales que parecen haberse desarrollado en silencio, desapareció.
La Vasconia
Los vascones o wascones entraron en una serie de revueltas contra los merovingios. Los dos hijos de Childeberto II, Teodoberto II, rey de Austrasia, y Thierry II, rey de Borgoña, los derrotaron e impusieron como duque a Genialis.
La autoridad de Genialis, al igual que la de su sucesor Aighinan, un jefe sajón, fue más o menos efectiva, ya que en 626 los vascones parecen haberse liberado a raíz de una rebelión. De hecho, ya eran independientes a la muerte de Clotario II en 629, cuando su hijo Cariberto II recibió el "reino de Tolosa". Aunque la Vasconia formaba parte del reino que su medio hermano Dagoberto I había creado para él, Cariberto tuvo que conquistarla. Apenas terminada esta conquista, Cariberto murió, seguido poco después por su hijo y sucesor, Chilperico, que falleció a los seis meses de edad. Sin embargo, Cariberto II tuvo dos hijas: Phligberthe, que se casó con Bertrand de Burdeos, y Ode, madre de Lupo I, quien logró recuperar la herencia de su abuelo materno.
Dagoberto, que se convirtió en el único señor de Vasconia, tuvo que enfrentar una revuelta de los vascones en 635, quienes, tras ser derrotados, le juraron lealtad. Los reyes posteriores, conocidos como los "reyes holgazanes", mostraron poco interés en Vasconia, que, junto con Aquitania, recuperó gradualmente su autonomía. El poder franco, ocupado en luchar contra Austrasia y los germanos, permitió que se instaurara un nuevo orden.
Entre 660 y 670, tras la alianza entre aquitanos y vascones, el reino de Tolosa reapareció, aunque ocultando su nombre, con Félix, patricio de Tolosa, como líder. Fue reemplazado por Lupo I (Lupus), coronado duque de Aquitania y Vasconia en 672. Lupo I, hijo de Bogo de Comminges y Ode de Aquitania (hija de Cariberto II y Gisela de Saint-Amand d’Elnone), murió en 710.
Su sucesor, Eudes de Aquitania, alias Yon, rey de Vasconia y padre de Hunald I, fue probablemente hijo de Lupo I. Su ascenso coincidió con la llegada de los árabes a España. Eudes detuvo la invasión árabe en Tolosa el 9 de junio de 721, en lo que fue la primera resistencia cristiana en Occidente. El papa Gregorio II lo declaró el "héroe salvador de la cristiandad" (en el Liber Pontificalis). Eudes contuvo la invasión árabe hasta 731, cuando Carlos Martel lo atacó desde el norte, influenciado por rumores difundidos por los sarracenos de Abd al-Rahman. Eudes abandonó entonces las defensas del sur para enfrentar a Martel. Los árabes aprovecharon esto para destruir Burdeos en 732 y avanzar hacia Poitiers. Gracias al sacrificio del ejército vasco de Eudes y a la batalla de Brioude, que detuvo los refuerzos árabes, Abd al-Rahman llegó a Poitiers en condiciones lamentables, y Carlos Martel solo tuvo que asestar el golpe final el 25 de octubre de 732, ganando así la gloria de salvador de la cristiandad (y de Francia), aunque fue su imprudencia la que casi puso en peligro a todo el reino, como señala una carta de 740 del papa Gregorio III. La alianza con Carlos Martel permitió derrotar a los invasores en la batalla de Poitiers y expulsarlos hasta España.
Eudes de Aquitania murió en 735. Parece que tuvo cinco hijos: una hija, Lampegia, y cuatro hijos: Hunald I, primer duque de Aquitania y Vasconia, muerto en Pavía en 774; Lupo II, duque de Vasconia entre 769 y 778; Remistan, marqués de Limousin, quien fue decapitado por orden de Pipino el Breve; y Hatón, quien murió después de haber sido cegado por orden de su hermano Hunald I.
Cuando Eudes murió en 735, fue enterrado en el monasterio de la Isla de Ré, que él había fundado, y Hunald lo sucedió, negándose a jurar lealtad a Carlos Martel. Esto provocó una larga lucha que obligó a Hunald a abdicar en 745. Pasó muchos años en Roma defendiendo la causa de los aquitanos, pero los pontífices ya habían elegido a los pipínidas, que eran el poder dominante en Occidente, por encima de los merovingios de Aquitania, que solo tenían un poder local. Su hijo Waïfre continuó la lucha, pero fue traicionado y asesinado en 768, cuando estaba a punto de rendirse a Pipino el Breve. Pipino, ungido rey de los francos en 751, dividió Vasconia en el ducado de Aquitania (entre el Loira y el Garona) y el ducado de Vasconia (al sur del Garona).
Aquitania pasó de nuevo a estar bajo control franco, y los vascones eligieron a Lupo II, hijo de Eudes, como duque. Hunald II, hijo de Waïfre, intentó sublevar Aquitania contra Carlomagno, y cuando Lupo II le dio refugio en 769, Carlomagno obligó a Lupo a entregar al fugitivo para evitar la invasión de Vasconia. Así, Carlomagno se convirtió en señor de Aquitania y Vasconia, aunque esto se puso a prueba en 778, cuando la retaguardia de su ejército fue aniquilada por los vascones en la batalla de Roncesvalles.
El reino de Aquitania
En 781, Carlomagno hizo coronar a su tercer hijo, Luis, que entonces tenía tres años, como rey de Aquitania. Este nuevo Estado, el reino de Aquitania, incluía la Aquitania propiamente dicha, así como el ducado de Vasconia, y su capital era Tolosa. La administración estaba a cargo de Guilhem, conde de Tolosa y duque de Aquitania.
Los vascones elevaron al poder, tras la muerte de Lupo II, a uno de sus hijos, Sancho I Lupo, quien reconoció la soberanía de Carlomagno y participó, en contra de su voluntad pero por lealtad, en la expedición organizada por el rey de Aquitania contra Barcelona en 801. Sin embargo, este reconocimiento fue de corta duración, ya que en 802 Pamplona juró lealtad al emir de Córdoba. No obstante, en 812, después de una rebelión vascona contra los francos liderada por Semen I Lupo, el hermano mayor de Sancho I Lupo, que lo había reemplazado tras su muerte, Luis el Piadoso, hijo de Carlomagno, organizó una nueva expedición hasta Pamplona pasando por Dax para reafirmar su autoridad tambaleante. Esta vez, Luis tomó la precaución de, al regresar por Roncesvalles, capturar a mujeres y niños vascones, que no liberó hasta llegar a una zona segura, donde su ejército ya no corría el riesgo de emboscadas.
A la muerte de Carlomagno, Luis el Piadoso se convirtió en emperador y asoció a sus hijos al gobierno. En 817, concedió a Pipino I de Aquitania la Vasconia, la marca (jurisdicción) de Tolosa y parte de Septimania y Borgoña. Mientras tanto, en el ducado de Vasconia, García Semen, el hijo mayor de Semen Lupo, sucedió a su padre, que murió en 816. Pero García Semen murió en 818 y fue reemplazado por su primo, Lupo III. En 819, Pipino I despojó a Lupo III de sus bienes y lo desterró. Sin embargo, para conciliarse con los vascones, les otorgó como líder a Aznar Sancho, hijo de Sancho, quien lo ayudó a combatir las rebeliones vasconas. Esta es la época del condado de Vasconia, que fue elevado a ducado en 852.
A la muerte de Aznar Sancho en 836, el condado, y luego ducado de Vasconia, pasó a su hermano Sancho II Sancho, quien fue reemplazado, a su muerte alrededor de 855, por su sobrino Arnaud, hijo de su hermana Sancia y de Emenon, conde de Poitiers y luego de Angulema. Arnaud murió en 864 y la sucesión de los duques gascones no es muy clara. Una leyenda afirma que en 864 los gascones nombraron como conde a Sancho II "Mitarra", un nieto de García I Semen. Este Sancho II "Mitarra" (o "Menditarra") sería el antepasado de los futuros duques y condes de Gascuña, que se sucedieron hasta 1032, fecha de la muerte del último príncipe de esta familia.
Los duques y condes de Gascuña
El ducado de Gascuña en 1150, dependiente del ducado de Aquitania.
La cronología, difícil de desentrañar, de los duques y condes de Gascuña se vuelve un poco más clara a partir de Sancho Mittara.
Su hijo García Sancho, apodado el Corvado, lo reemplazó al frente de Gascuña antes de 893. Tuvo tres hijos: Sancho Garcés, quien lo sucedió hacia 930 en un ducado amputado de las partes de sus hermanos; Guillermo Garcés, fundador de las líneas de los condes de Fezensac y de Armagnac; y Arnaud Garcés, fundador de la línea de los condes de Astarac.
Sancho Garcés, aparentemente, tuvo al menos tres hijos: Sancho, Guillermo y Gombaud.
Sancho Sánchez no dejó descendencia, por lo que su hermano Guillermo Sancho, conocido por su victoria sobre los vikingos, lo sucedió hacia 961 y gobernó Gascuña hasta al menos 996. De su esposa Urraca, hija de García Sánchez, rey de Pamplona, tuvo cinco hijos: Bernard Guillermo, Sancho-Guillermo, Brisque (esposa de Guillermo V de Aquitania, conde de Poitiers, duque de Aquitania), Garsende (esposa de un gran señor de Borgoña), y Toda (esposa de Bernardo I, conde de Besalú).
Bernard Guillermo, duque de Gascuña y conde de Burdeos, murió el 25 de diciembre de 1009 sin dejar descendencia, y el poder pasó a su hermano Sancho Guillermo, quien lo mantuvo hasta su muerte el 4 de octubre de 1032.
Su sobrino, Eudes u Odón de Poitiers, heredó el ducado de Gascuña y el condado de Burdeos. Murió en 1039, y Bernardo, llamado Tumapaler, conde de Armagnac, fue reconocido como conde de Gascuña.
Bernardo (Bernat) era, de hecho, nieto de Brisque de Gascuña, y por tanto el descendiente más directo de Guillermo-Sancho según la costumbre. Sin embargo, el hermano de Eudes, Guy-Geoffroy o Guillermo VIII, duque de Aquitania, le disputó el poder, convirtiéndose en conde de Burdeos hacia 1044. Tras muchas peripecias, los Poitevinos vencieron en la batalla de La Castelle en 1063. Guy-Geoffroy, más conocido como Guillermo VIII de Aquitania, fue sucedido por Guillermo IX, el famoso trovador, y luego por Guillermo X de Aquitania, quien murió en 1137, dejando la corona de Aquitania a su hija Leonor.
En 1152, con el matrimonio de Leonor con Enrique II Plantagenet, conde de Anjou y duque de Normandía, el ducado de Aquitania y el de Gascuña se unieron al imperio Plantagenet, que incluía Inglaterra, Normandía, Anjou, Maine y Touraine.
La historia de Gascuña como territorio político unido y autónomo termina aquí, pero no su historia medieval.
Vizcondados y condados en la Gascuña medieval
La Gascuña de Sancho II Sancho de Vasconia experimentó divisiones sucesivas entre los descendientes del Corvado y la creación de un mosaico de feudos. Sus titulares, inicialmente vasallos del duque de Gascuña, aprovecharon las circunstancias (como el paso del ducado a manos de los condes de Poitou) o las alianzas posteriores.
El vizconde es una institución nueva de la época carolingia, y el término aparece en documentos a partir del siglo IX. En Gascuña, varios vizcondados aparecieron a finales del siglo X y principios del XI, como Dax, Tartas, Maremne, Labort, Bearne, Olorón, Marsan y Gabardan. Su existencia fue más o menos duradera, dependiendo de fusiones posteriores, como la de los vizcondados de Olorón y Bearne (por matrimonio) a mediados del siglo XI.
También surgieron del ducado de Gascuña el condado de Bigorra y el condado de Fezensac (siglo IX); el condado de Armagnac (siglo X) está relacionado con el anterior. Durante su creación, el condado de Cominges (siglo X) incluía el Couserans.
Podría decirse que, a nivel político, hubo varias "Gascuñas", especialmente después de la era de los duques de Gascuña, cuando cada señor (conde, vizconde) adoptaba una política autónoma.
La principal división durante la guerra de los Cien Años fue entre una Gascuña occidental, situada alrededor de Burdeos, Dax y Bayona, unida a Inglaterra (hasta 1451/1453), y una Gascuña oriental, centrada en los condados de Armagnac y Bigorra, así como en los primeros Foix-Bearne, que fue pro-francesa. Sin embargo, el conde de Foix y señor de Bearne, Gastón III de Foix-Bearne, apodado Fébus, reivindicó la neutralidad y su soberanía sobre Bearne en el siglo XIV.

### Edad Moderna
El ducado de Guyena y Gascuña
Durante este periodo (siglos XVI-XVIII), el territorio de Gascuña fue incorporado en la provincia que se convirtió en el ducado de Aquitania, también llamado ducado de Guyena y Gascuña en 1789. Las generalidades (de Auch, y de Pau para Gascuña) fueron circunscripciones administrativas reales cuyo papel se reforzó entre los siglos XVI y XVIII. Estas desaparecieron durante la Revolución Francesa y fueron reemplazadas por los departamentos en 1790.
En el ámbito eclesiástico, el arzobispado de Auch, compuesto originalmente por una docena de diócesis surgidas de las ciudades (civitas) del Bajo Imperio romano, sobrevivió hasta 2002. Sin embargo, las fronteras de estas diócesis aún se utilizan para trazar los límites de las ciudades de la Novempopulania.
La parte gascona del ducado de Guyena y Gascuña, en vísperas de la Revolución, estaba formada por los condados, vizcondados y señoríos siguientes: el condado de Armagnac con Eauzan, Bajo-Armagnac, la vizcondado de Rivière-Basse, la vizcondado de Vic-Fezensac, Alto-Armagnac y la vizcondado de Fézensaguet; el condado de Astarac con la vizcondado de Magnoac; el condado de Lomagne; el condado de L'Isle-Jourdain; la vizcondado de Brulhois; y las enclaves gasconas de la jugería de Rivière-Verdun.
Fin del Antiguo Régimen
El gobierno de Guyena y Gascuña durante el Antiguo Régimen.
Las cartas patentes reales publicadas el 4 de marzo de 1790, en respuesta a los decretos emitidos "tras haber escuchado a los diputados de todas las provincias" por la Asamblea Nacional los días 15, 16 y 26 de febrero, ordenaron la división de Francia en 83 departamentos, y enumeraron las antiguas "provincias" que darían origen a estas nuevas circunscripciones al comienzo de la era contemporánea.
Sin embargo, la ordenanza especifica que esta división solo se aplica al ejercicio del poder administrativo, y las antiguas divisiones relativas a la recaudación de impuestos y al poder judicial seguirían vigentes hasta nuevo aviso. En consecuencia, la lista no menciona las "provincias", que suman 32 (gobiernos militares), ni los diócesis o jurisdicciones de los parlamentos, sino las circunscripciones fiscales o los "países de costumbres" (bailías y senechaucías).
En cuanto al territorio delimitado en el siglo XVIII por los geógrafos Guillaume Delisle y Gilles Robert de Vaugondy, o el historiador Jean-Joseph Expilly, como constitutivo de la "provincia" de Gascuña, que se convertiría en los departamentos del Gers, las Landas, los Altos Pirineos y, en parte, los Pirineos Atlánticos, Gironda, Lot-et-Garonne, Tarn-et-Garonne, la Alta Garona y Ariège, las circunscripciones citadas en esta lista son las siguientes: Bordelais, Bazadais, Agénois, Condomois, Armagnac, Chalosse, Pays de Marsan y Landas, que formarían cuatro departamentos; País Vasco y Bearne, un departamento; Bigorra y Cuatro Valles, un departamento; Couserans y Foix, un departamento; Languedoc, Comminges, Nébouzan y Rivière-Verdun, siete departamentos.
Entre los territorios mencionados, Bordelais, Bazadais y Agénois se compartieron con la antigua provincia de Guyena; Languedoc, el condado de Foix y Bearne son externos a Gascuña. Solo la Sola y Labort entre los "vascos" pertenecen a Gascuña, a la que Jean-Joseph Expilly añade además Tursan y parte de Albret. Por lo tanto, no se consideró la Gascuña propiamente dicha, la cual, dentro del gobierno militar de Guyena y Gascuña, no tenía una realidad administrativa propia, sino que se tomaron en cuenta las "provincias" que la componían, algunas de las cuales se extendían por otros territorios.

### Edad Contemporánea
Estado centralizado
A lo largo del siglo XIX y la primera mitad del siglo XX (e incluso más allá), el poder político en Francia se basó en un Estado centralizado, representado en cada departamento por un prefecto y subprefectos, quienes eran representantes del Estado central y nombrados por el gobierno.
Los regionalistas (federalistas, provincialistas) ya habían propuesto ideas de una mayor descentralización o un nivel regional. Así, en 1917 se creó una asociación regionalista del Bearne, el País Vasco y las tierras del Adur. El recuerdo de las antiguas provincias seguía presente, con la fundación de la Escole Gastoû Febus en Gascuña (de enfoque más cultural) en 1896.
Creación de regiones administrativas
En la segunda mitad del siglo XX, creció la idea de que era necesario un nivel regional más amplio que el departamento, y primero se crearon prefectos regionales (1941) y luego regiones administrativas (sin elecciones) con límites algo variables.
A partir de la década de 1980, las leyes de descentralización otorgaron un consejo electo y competencias efectivas a 22 regiones en la Francia metropolitana. Con estas leyes, los departamentos (total o parcialmente) de Gascuña se separaron entre dos regiones francesas, de las cuales formaban solo una parte. Desde entonces, la región natural y antigua provincia de Gascuña sigue dividida: entre las regiones de Aquitania (antigua región) y Midi-Pirineos según la ley de 1982, y el nuevo trazado de la ley de 2015, que amplió la primera hacia el norte (Nueva Aquitania) y la segunda hacia el este (Occitania).

### Condados del ducado de Vasconia
Este se fraccionó en varios feudos:
- Condado de Armañac (en Gers y Landas)
- Condado de Astarac (en Gers)
- Condado de Bigorra (en Altos Pirineos)
- Condado de Fézensac (en Gers)
- Condado de Gaure (")
- Condado de Pardiac (")
- Vizcondado de Bearn (en Pirineos Atlánticos)
- Vizcondado de Brulhes (en Lot y Garona)
- Vizcondado de Dax (en Landas)
- Vizcondado de Orthez (")
- Vizcondado de Labort (en Pirineos Atlánticos)
- Vizcondado de Montaner (")
- Vizcondado de Aster (en Altos Pirineos)
- Vizcondado de Lavedan (en Bigorra, Altos Pirineos)
- Vizcondado de Fezensaguet (en Gers)
- Vizcondado de Gabardan (en Landas)
- Vizcondado de La Barthe de Neste (Altos Pirineos)
- Vizcondado de Lomanha (en Gers y Tarn y Garona)
- Vizcondado de Lupinhac
- Vizcondado de Marsan (en Landas)
- Vizcondado de Maremne (")
- Vizcondado de Oloron (en Pirineos Atlánticos)
- Vizcondado de Tartas (en Landas)
- Vizcondado de Tursan (en Pirineos Atlánticos)
- Vizcondado de Sola o Soule (")

Con la caída del Antiguo Régimen, la Asamblea Constituyente organizó (1790) Gascuña en diferentes departamentos:
- Landas
- Gers
- Altos Pirineos
- Gran parte de Gironda
- Parte de Pirineos Atlánticos: zona del Adur, valle del Saison, más algunas comunas del norte.
- Parte de Lot y Garona
- Parte de Tarn y Garona
- Gran parte de Alto Garona
- Parte de Ariège.

## La lengua gascona
En Gascuña se habla una lengua occitano-romance propia que se denomina gascón. Se suele considerar como uno de los dialectos del occitano, si bien algunos lingüistas consideran que sus particularidades fonológicas hacen de ella una lengua específica debido a un substrato protovasco.
A partir de la reforma del Estatuto de Autonomía de Cataluña, adquiere carácter cooficial en esta, ya que se habla en la comarca del Valle de Arán un subdialecto del gascón llamado aranés (o dialecto, según se considere el gascón dialecto del occitano o lengua propia) y paradójicamente se convierte en el único territorio donde goza de un estatus de oficialidad, pese a tener una extensión mínima en comparación a la del occitano languedociano, el dialecto más hablado siguiendo con la premisa de que el gascón es un dialecto del occitano, la más aceptada.

## Símbolos

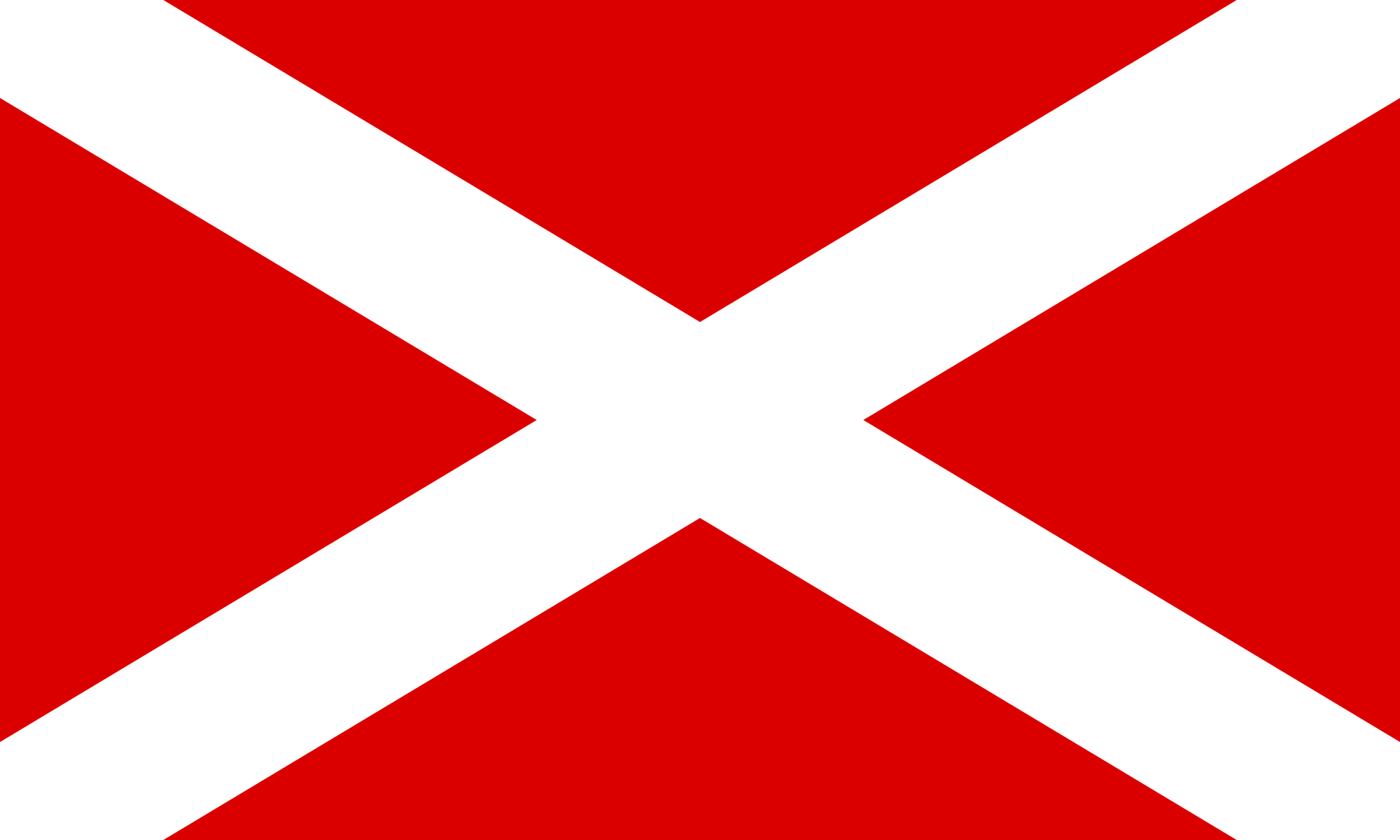
Bandera de Gascuña (Union gascona)

Escudo de Gascuña

El escudo de Gascuña se define por el siguiente blasón:
«Cuartelado, 1º y 4º de azur con un león de argén; 2º y 3º de gules una gavilla de trigo de oro atada de azur.»

## Personajes gascones
El personaje de ficción tal vez más reconocido de la literatura romántica francesa del siglo XIX, D'Artagnan, mosquetero más famoso, era gascón. La novela por folletines Los tres mosqueteros, de Alejandro Dumas, comienza con el relato de la partida de D'Artagnan de su Gascuña natal, para intentar ser aceptado en el prestigioso cuerpo de mosqueteros en París. También la persona real que inspiró a este personaje, el conde de Artagnan, había nacido en Gascuña.
Piers Gaveston I Conde de Cornualles, favorito y presunto amante del rey Eduardo II de Inglaterra era originario de Gascuña.
Cyrano de Bergerac en la obra de Edmond Rostand, de la cual es protagonista, forma parte de los Cadetes de Gascuña, un regimiento del ejército de Luis XIII, si bien él mismo no era gascón. Que forme parte de este regimiento se debe a su título, pues Bergerac sí que se halla en tierras gasconas, pero en la obra se omite esta explicación y se hace entender que proviene de esa tierra. En la obra hay algunas referencias a Gascuña, incluido el emotivo pasaje en que los soldados gascones sienten, por el recuerdo de una canción, nostalgia por su patria, en medio del sitio al que están sometidos.
El rey Enrique IV de Francia, anteriormente Enrique III de Navarra, nacido en Pau.
Bernadette Soubirous, santa católica nacida en Lourdes, cuyo culto dio origen al Santuario de Lourdes.
Otro personaje de la literatura francesa de origen gascón es el comisario Jean-Baptiste Adamsberg, personaje de la serie de novelas policíacas escritas por la autora Fred Vargas.
La banda de folk metal Boisson Divine es originaria de Riscle, una población del condado de Gers.

## Galería

Ducado de Aquitania y Vasconia (710-740)
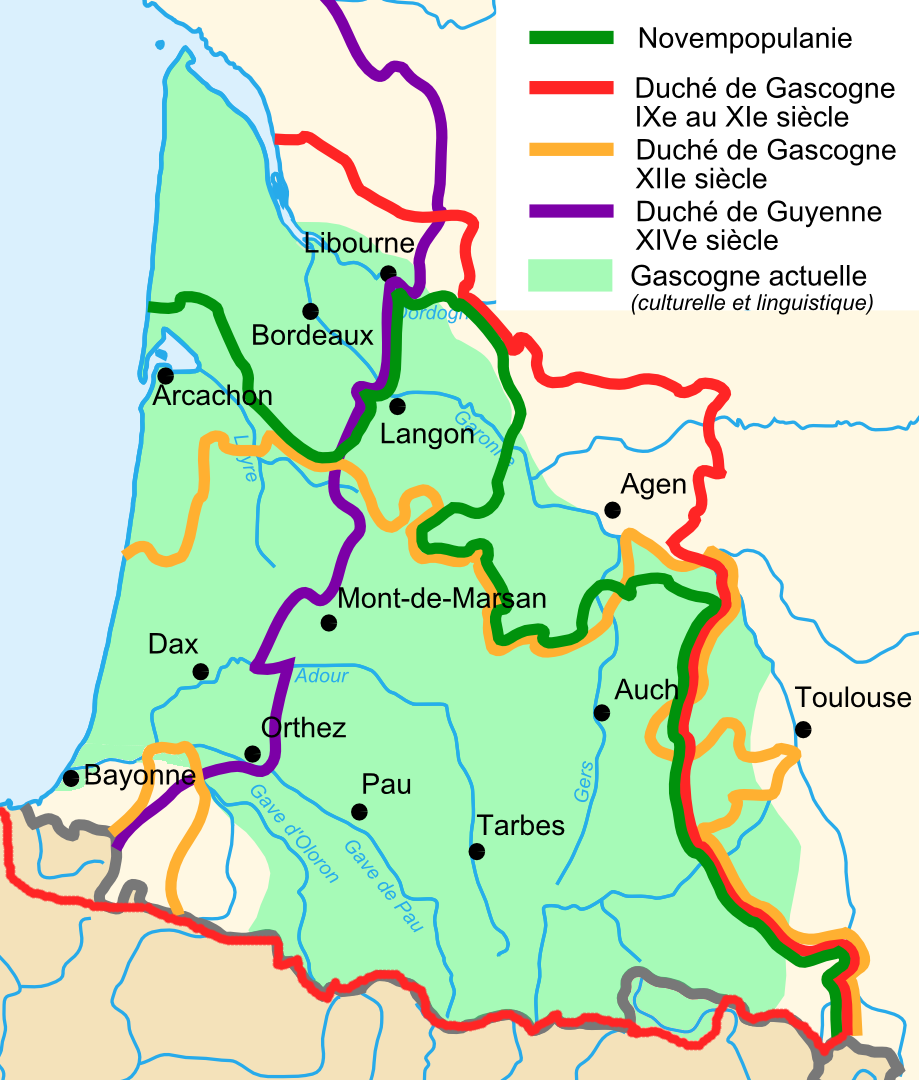
Evolución histórica de los límites de Gascuña
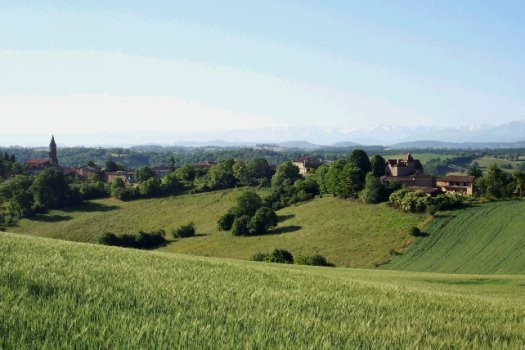
Paisaje de Gascuña, dejando aparecer la cordillera de los Pirineos en último plano